# Marciano (vescovo)
Marciano (Cremona, ... – 1055) è stato un vescovo italiano.

## Biografia
Di origini cremonesi, appartenne alla famiglia degli Allegri e prestò giuramento di sottomissione al patriarca di Aquileia Eberardo presumibilmente nel 1045.
Fu presente al concilio di Pavia del 1046. Accolse a Mantova, di ritorno dalla Germania nel 1053, papa Leone IX, che aprì nella città un concilio contro la simonia e il concubinato..
Assistito dal vescovo di Modena Gottescalco, il vescovo Marciano consacrò la chiesa di San Benedetto, nella quale collocò il corpo di san Simeone.
Morì nel 1055.